# SN 2006X

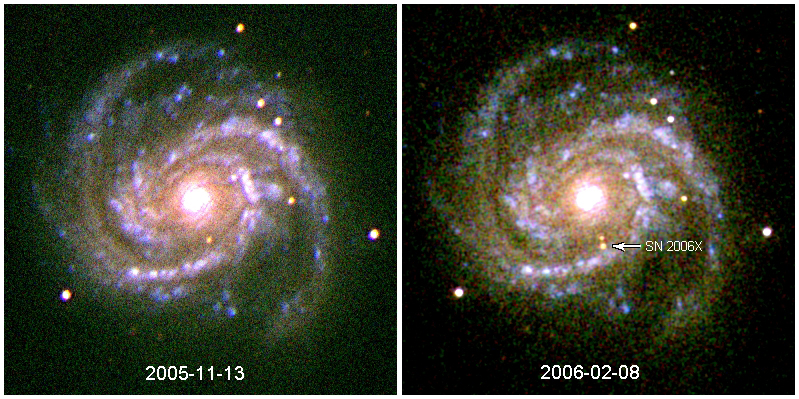
Image de M100 avant et après l'explosion de la supernova.

SN 2006X est une supernova de type Ia découverte le 4 février 2006 dans la galaxie spirale M100, deux semaines avant son maximum de luminosité.
L'explosion a pour origine l'absorption par une naine blanche de la matière d'une géante rouge voisine en fin de vie.
Avant l'explosion, elle était enveloppée d'une coquille de gaz d'environ 100 milliards de kilomètres de rayon et en lente expansion provenant de cette dernière.